# Carlos Balart
Carlos Balart (Santiago, 24 de diciembre de 1978) es un actor y modelo chilenomexicano. Estudio actuación en el Centro de Educación Artística de Televisa. Participó en el reality show La Isla de la Tentación coproducción Fox Entertainment - Telemundo, realizado en Tailandia.
Carlos ha participado en varias novelas de Televisa, series y teatro. Antes de irse a México a estudiar actuación, estudió Ingeniería Comercial en Chile y trabajó como modelo.

## Filmografía
- Clase 406 (2003)
- Rebelde - (2005) Donato
- Contra viento y marea - (2005) Fidel Rodas
- Mujer, casos de la vida real - (2004-2007)
- Casado con hijos (2009)
- Por ella soy Eva - (2012) Renato El Stripper
- Off Side - (2012) Max
- Decisiones extremas - (2012)
- One babysitter for Guchi (próxima a rodarse en 2015)

## Reconocimientos
- 2006: Reconocimiento por la revista Cosmopolitan entre los 12 hombres más sexy de Latinoamérica participando del calendario 2006.
- 2007: Portada revista American Health and Fitness.